# Nowa Ligota (Katowice)

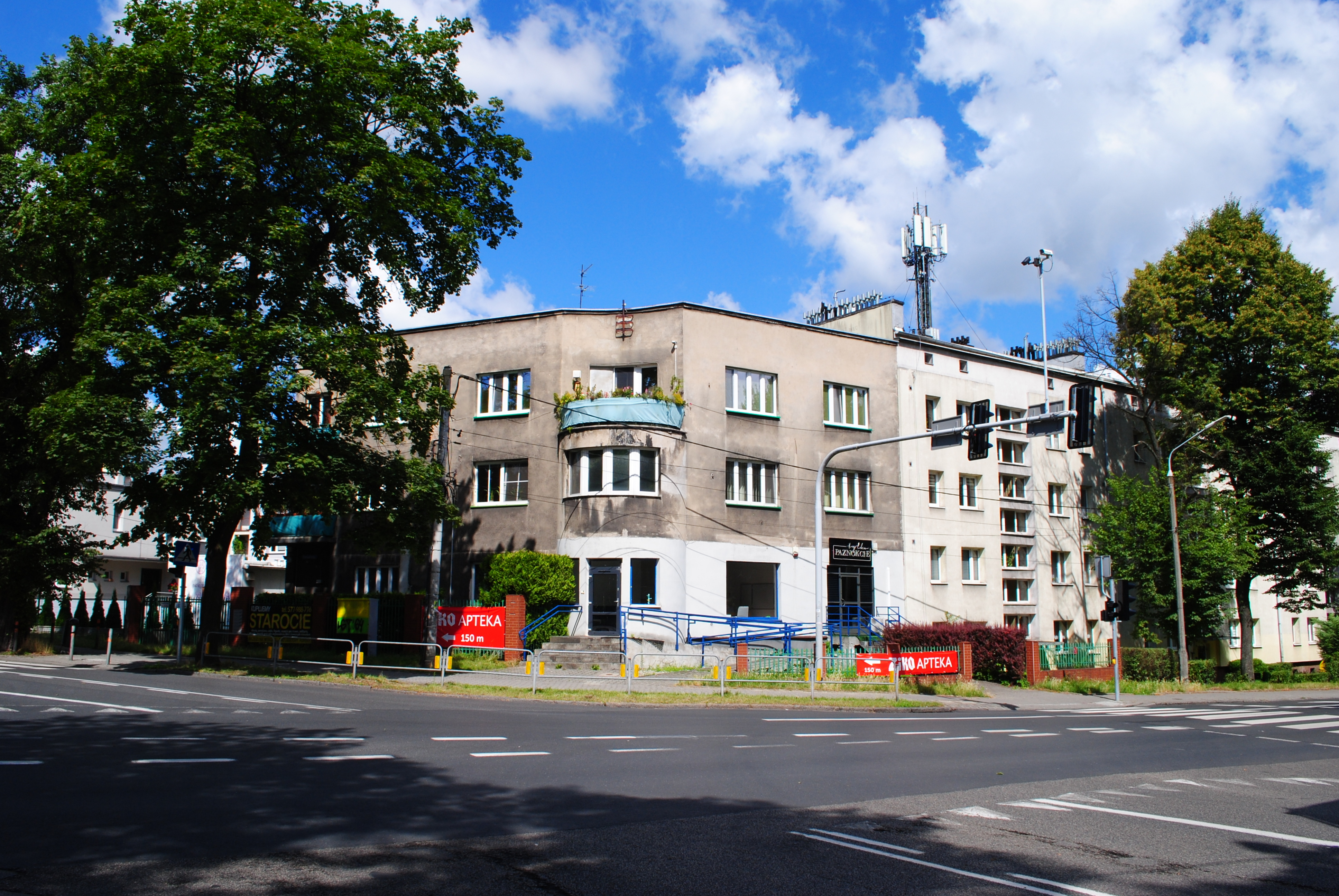
Skrzyżowanie ul. Piotrowickiej i ul. Panewnickiej w Nowej Ligocie

Nowa Ligota – południowa część Ligoty w Katowicach, powstała na początku XX wieku. Są to tereny położone pomiędzy rzekami Kłodnicą i Ślepiotką, na wschodzie granicę Nowej Ligoty stanowi dworzec kolejowy natomiast od zachodu przylegają do niej Nowe Panewniki. Do lat 30. XX wieku były to lasy. Tereny te zabudowano w XX wieku zabudową jedno- i wielorodzinną. W Nowej Ligocie działa VII Liceum Ogólnokształcące im. Harcerzy Obrońców Katowic.

## Historia
W latach 30. XX wieku magistrat miasta Katowice odkupił od książąt pszczyńskich 35 ha lasu położonego po południowej stronie ulicy Panewnickiej. Wydarzenie to umożliwiło zabudowę terenów późniejszej Nowej Ligoty, na których wcześniej znajdowały się jedynie lasy. Grunty te wylesiono a następnie sprzedawano – głównie prywatnym inwestorom, lecz wśród nabywców znalazły się także spółdzielnie mieszkaniowe. Były to Wojewódzkie Kierownictwo Budowy Osiedli Robotniczych oraz Spółdzielnie Budowlane Urzędników Państwowych i Komunalnych. Uzbrojenie terenu zapewniło miasto. W energię elektryczną zaopatrywała osiedle elektrownia Łaziska. Standardy budowlane były wysokie, budynki wznoszono z pomocą najnowszych jak na ówczesne czasy technologii. W latach 1937–1938 wzniesiono budynek dzisiejszego VII Liceum Ogólnokształcącego im. Harcerzy Obrońców Katowic ze względu na swoje położenie nazywanego ówcześnie „leśną szkołą”. Wybudowano także oczyszczalnię ścieków usytuowaną na terasie Ślepiotki. Planowano też budowę politechniki, co zostało jednak zniweczone wybuchem wojny.
Po wojnie na terenie Nowej Ligoty nie prowadzono większych akcji budowlanych. Budowano jedynie wille lub budynki jednorodzinne. W latach 50. XX wieku przystąpiono do dalszej zabudowy. Pomiędzy ulicami Panewnicką, Piotrowicką i Mazurską zbudowano dwa budynki jednopiętrowe oraz blok czteropiętrowy. W tym samym czasie powstały budynki w okolicy ulicy Franciszkańskiej. Były to dwa domy akademickie oraz liczna zabudowa wielorodzinna.
Zabudowę tzw. „lasu dworcowego” położonego po zachodniej stronie dworca rozpoczęto od terenów pomiędzy ulicami Piotrowicką i Koszalińską. Zbudowano tam bloki czteropiętrowe, które zasiedlono już do 1956 roku. Na nowo powstającym osiedlu założono wytwórnię elementów płytowych, które służyć miały budowie budynków. Wytwórnia ta posiadała własną bocznicę kolejową. Technologię tę wykorzystano przy zabudowie rejonu ulic Świdnickiej i Zielonogórskiej, a także ulic Bromboszcza i Zagrody. W latach 1960–1965 wzniesiono w Nowej Ligocie cztery dziesięciopiętrowe wieżowce, a także czteropiętrowe bloki z wielkiej płyty przy ulicy Świdnickiej pomiędzy Słupską i Kołobrzeską. W tym samym czasie powstały także budynki w rejonie ulicy Warmińskiej. Na południe od ulicy Kołobrzeskiej dokonano zabudowy jednorodzinnej. Ostatnim etapem zabudowy było wzniesienie bloków pomiędzy torami kolejowymi a ulicą Zielonogórską, których elementy wytwarzane były już w Fabryce Domów przy ulicy Owsianej.